# 黑色豪門企業
是一部1993年的美國法律驚悚電影，由薛尼·波拉克（Sydney Pollack）執導，湯姆·克魯斯、珍妮·翠柏虹（Jeanne Tripplehorn）、金·哈克曼、艾德·哈里斯、荷莉·杭特、蓋瑞·布斯（Gary Busey）、大衛·史崔森主演。本片是依據約翰·葛里遜的同名小說《黑色豪門企業》改編。

## 劇情
窮苦出身的米奇·麥狄爾（湯姆·克魯斯飾）在即將從哈佛法學院以全班第一名的成績畢業時，接受了田納西州孟菲斯的一家小型律師事務所「Bendini, Lambert & Locke」（BL&L）的工作。米奇連同其妻艾比（珍妮·翠柏虹飾）搬到孟菲斯，他勤奮用功以通過田納西州律師資格考。合夥人艾弗里（金·哈克曼飾）指導米奇並向他介紹公司文化，即嚴格要求忠誠、保密和在合法範圍內玩法。米奇被豐厚的薪酬和福利所吸引——包括房子、新車和還清學生貸款，但艾比懷疑公司對員工家庭過度干涉。
米奇通過考試後開始長時間工作，這令夫妻關係緊締繃。與艾弗里密切合作後，米奇了解到公司的大部分工作涉及幫助富有的客戶將資金藏在離岸空殼公司和可疑的避稅計劃中。在開曼群島工作期間，米奇在艾弗里度假屋內一個上鎖的壁櫥裡發現了可疑的文件，涉及事務所內四名死因可疑的同事。與此同時，一名當地妓女在公司安全負責人比爾·德瓦舍（威爾福特·布瑞里飾）的事先安排下，假扮良家婦女與米奇發生一夜情。幽會的照片隨即被公司用以逼令米奇對公司行為保持沉默，否則要將照片發送給艾比。米奇為此聘請私家偵探埃迪·洛馬克斯（蓋瑞·布斯飾）調查同事們的神秘死因。但洛馬克斯的調查才剛開始，就在自家辦公室被兩名殺手開槍打死。他的秘書塔米（荷莉·杭特飾）在桌子底下目擊了謀殺過程。
聯邦調查局探員與米奇接觸，他們透露BL&L的最大客戶是芝加哥服裝公司（即芝加哥犯罪集團）的莫羅托犯罪家族。而事務所內大多數人都參與了大規模的稅務欺詐和洗錢活動。死去的同事們，連同洛馬克斯，皆因得知真相而遭公司滅口。聯邦調查局警告米奇，他的房子、汽車和辦公室都被竊聽，迫使他提供不利於公司和莫羅托家族的證據。米奇同意合作，以換取150萬美元酬勞，和釋放在阿肯色州監獄服刑的哥哥雷（大衛·史崔森飾）。聯邦調查局下令釋放雷，卻暗中計劃在取得米奇交出的犯罪文件後再將人送回監獄，只付一半的錢打發米奇。米奇夫妻為此反目，艾比準備離開，米奇只得坦承自己在開曼群島的一夜情。
事務所的客戶向公司抱怨遭收取數小時的額外費用，米奇意識到向客戶郵寄的定型化賬單屬於郵件欺詐，用以向客戶收取超額費用。在塔米的幫助下，米奇偷偷複製了公司的帳單記錄，但還需要艾弗里在開曼群島小屋中的文件正本作為證據。適逢別有居心的艾弗里邀請處於婚姻危機的艾比一同去開曼群島渡假。艾比拒絕，但得知艾弗里已改變在開曼群島的日程安排，這威脅到米奇的計劃。雖然艾弗里要求塔米不要通知米奇，但幾經考慮後，艾比獨自飛往開曼群島勾引艾弗里，並對他下藥，以助米奇。在公司竊聽到艾比打給塔米的警告電話後，德瓦舍派出殺手前往開曼群島善後。在艾比和塔米聯手竊取文件並複製後歸還時，半途醒覺但仍昏昏欲睡的艾弗里看出自己被設計，於是將真相告訴艾比：是公司安排妓女在開曼群島海灘上勾引米奇，隨即警告艾比離開。德瓦舍的殺手將單獨留在屋內的艾弗里滅口，安排成像是意外淹死在浴缸裡。
在雷被以非正規手續轉移到聯邦調查局繼續羈押時，被莫羅托家族買通的一名獄警向德瓦舍發出警報。德瓦舍會同屬下殺手包抄米奇。米奇躲進一棟建築物，用計令德瓦舍在不知情下射殺自家殺手，趁機打昏因殺錯人而錯愕的德瓦舍。米奇假扮成為客戶的利益不擇手段的律師，會見莫羅托家族人士，聲稱自己與FBI的聯繫及複製文件都是為了揭露自家公司的非法超收，所以要求莫羅托家族允許他們交出自身的賬單發票，以助FBI起訴該家不良公司。米奇透露自己已經製作了文件副本，並向莫羅托家族保證，只要他還活著，基於律師-委託人特權，他所掌握的相關法律文件都安全無虞。為了保全米奇及他手上的犯罪證據，莫羅托家族不情願地讓他向聯邦調查局提供用於起訴自家事務所的證據。由於莫羅托家族與郵件欺詐行為無關，而且當律師對犯罪活動知情下，律師-委託人特權不再適用，米奇因此得以繼續他的法律事業，也終於與艾比和解。
聯邦調查局對米奇開脫莫羅托家族感到憤怒。但米奇提醒他們，他提供的郵件欺詐證據足以令事務所內每位成員都入獄數十年，已是了不起的業績。影片結束時，米奇一家駕駛著他們抵達孟菲斯時所乘的原來那輛老爺車，返回波士頓。而雷從塔米手上獲得聯邦調查局付給米奇的75萬美元，和塔米在開曼群島享受新生活。

## 角色
- Mitch McDeere（湯姆·克魯斯飾）- 主角；最近剛從哈佛法律學院畢業，因为成绩优秀被孟菲斯的一家薪水非常高的小型律师事务所招募
- Abigail "Abby" McDeere（珍妮·翠柏虹飾）- Mitch的妻子
- Avery Tolar（金·哈克曼飾）-  Mitch在律师事务所的良師益友
- Lamar Quinn（泰瑞·金尼飾）- Mitch的朋友，在律师事务所（Firm）工作
- Oliver Lambert（荷爾·荷布魯克飾）- 律师事务所的第二合夥人
- Tammy Hemphill（荷莉·杭特飾）- Eddie的前秘書，幫助Mitch取得檔案的拷貝版本
- Ray McDeere（大衛·史崔森飾）- Mitch的哥哥，因為被控殺人罪入監服刑
- William "Bill" DeVasher（威爾福特·布瑞里飾）- 律师事务所的警衛長
- Eddie Lomax（蓋瑞·布斯飾）- 私家偵探、Ray McDeere的朋友
- Agent Wayne Tarrance（艾德·哈里斯飾）- 負責調查律师事务所的探員；Mitch在美國聯邦調查局（FBI）的主要連絡人
- The Nordic Man（托賓·貝爾飾）

## 外部連結
- 互联网电影数据库（IMDb）上《黑色豪門企業》的资料（英文）
- 爛番茄上《黑色豪門企業》的資料（英文）
- AllMovie上《黑色豪門企業》的资料（英文）
- 豆瓣电影上《黑色豪門企業》的資料 （简体中文）
- Metacritic上《黑色豪門企業》的資料（英文）
- Box Office Mojo上《黑色豪門企業》的資料（英文）